# Rio Galaţ
O Rio Galaţ é um rio da Romênia, afluente do Ozunca, localizado no distrito de Covasna.